# 27659 Dolsky
27659 Dolsky este un asteroid din centura principală de asteroizi.

## Descriere
27659 Dolsky este un asteroid din centura principală de asteroizi. A fost descoperit pe 26 septembrie 1978 la Observatorul de Astrofizică din Crimeea de Liudmila Juravliova. Asteroidul prezintă o orbită caracterizată de o semiaxă mare de 2,45 ua, o excentricitate de 0,20 și o înclinație de 2,7° în raport cu ecliptica.